# 어도비 디렉터
어도비 디렉터(Adobe Director)는 어도비 시스템즈에서 개발한 멀티미디어 컨텐츠 저작도구이다.

## 버전
- 1985년: 비디오웍스
- 1988년: 매크로마인드 디렉터 1.0
- 1993년: 매크로미디어 디렉터로 이름 변경 (v 3.1.3)
- 1994년: 매크로미디어 디렉터 4 출시
- 1996년: 매크로미디어 디렉터 5 출시
- 1996년: 매크로미디어 디렉터 6 출시
- 1998년: 매크로미디어 디렉터 7 출시
- 2000년: 매크로미디어 디렉터 8 출시
- 2002년: 매크로미디어 디렉터 MX (디렉터 9) 출시
- 2004년: 매크로미디어 디렉터 MX 2004 (디렉터 10) 출시
- 2008년: 어도비 디렉터 11 출시
- 2013년: 어도비 디렉터 12 출시